# Сенык, Роман Фёдорович
Роман Фёдорович Сенык (укр. Роман Федорович Сеник; 26 июля 1968, Наконечное Второе, Львовская область — 25 января 2014, Киев) — украинский активист Евромайдана. Герой Украины (2014, посмертно).

## Биография
Роман Сенык родился 26 июля 1968 года  в селе Наконечное Второе во Львовской области. В восьмилетнем возрасте Роман отличился тем, что спас девочку, которая каталась на санках и упала в речку. Окончил школу в Наконечном Первом, после чего учился в техникуме. Со временем уехал из родного села, где остались жить его родители, брат и сестра. В 1989 году Сенык первым поднял Флаг Украины в своём селе.
Роман Сенык служил миротворцем от Украины в контингенте Миротворческих сил ООН во время войны за независимость Хорватии, был флагоносцем[уточнить].
В течение последних пятнадцати лет жизни проживал в городе Турке (Львовская область), работал оператором на автозаправке. У Романа была жена, Любовь Сенык, но детей у них не было.

## Евромайдан
Входил в 29 Бойковскую сотню самообороны Майдана. Постоянно дежурил с шести до девяти часов утра. Носил с собой флаг Украины с надписью «Турка», из-за этого в сотне его называли «Турковский флагоносец» (укр. Турківський прапороносець).
Его знакомые активисты рассказывают:

С начала событий на Евромайдане в Киеве ездил трижды, всегда старался там быть нужным. Там он всегда пытался быть нужным друзьям.
— Газета «Бойківщина» №5,2014
Как сообщают украинские средства массовой информации, Роман Сенык был ранен 22 января 2014 вблизи стадиона «Динамо» на улице Грушевского во время Евромайдана, когда Роман стоял с флагом на передовой. Пулей для остановки транспортных средств снайпер попал ему в плечо сверху, чуть сбоку и спереди. Пуля раздробила кости и застряла в лёгком. Роман перенес 2 операции в Киевской городской клинической больнице № 17, потерял 3 литра крови, ему пришлось ампутировать руку. Более 350 людей сдали кровь, чтобы помочь Роману. Роман Сенык умер 25 января не приходя в сознание.
Похороны прошли 27 января в родном селе Романа Наконечном Втором, где он стал первым героем. Односельчане сами собирали деньги на похороны. Попрощаться с погибшим пришло около трех тысяч людей. Похоронили Романа Сеныка в братской могиле, где захоронены воины Украинской повстанческой армии.
По словам Генерального прокурора Украины Виталия Яремы, Роман Сенык был убит из гладкоствольного оружия для резиновых пуль, которое было заряжено охотничьими патронами.. 2 декабря 2016 года начальник управления специальных расследований ГПУ Сергей Горбатюк заявил, что Сеник и Жизневський были убиты пулями, которые использует только МВД (для принудительной остановки транспортных средств), таких пуль нет в свободной продаже, их поставляют правоохранительным органам. Ранее Горбатюк уже заявлял, что использовались пули для остановки транспорта, но не упоминал о том, что они доступны только правоохранителям.

## Награды и звания
- Почетная благодарность Яворовского района «Почетный гражданин Яворовского района»[11].
- Звание Герой Украины с награждением орденом «Золотая Звезда» (указ Президента Украины № 890/2014, от 21 ноября 2014 года, посмертно) — за гражданское мужество, патриотизм, героическое отстаивание конституционных принципов демократии, прав и свобод человека, самоотверженное служение Украинскому народу, проявленные во время Революции достоинства[12].
- Медаль УПЦ КП «За жертвенность и любовь к Украине» (июнь 2015 года, посмертно)[13].

## Память
- 27 июля 2014 в городе Турка на улице Мицкевича, была торжественно открыта мемориальная доска Роману Сенику[14].